# Sântioana, Bistrița-Năsăud
Sântioana, mai demult Sântioana Săsească, Sînioana, Sânt-Ioana (în dialectul săsesc Gehonesz, în germană Johannesdorf, Johannisdorf, Johannisdorf am Schogen, Johannsdorf, Gehanes, în maghiară Sajószentiván, Sajószentivány, Szentiván) este un sat în comuna Mărișelu din județul Bistrița-Năsăud, Transilvania, România.

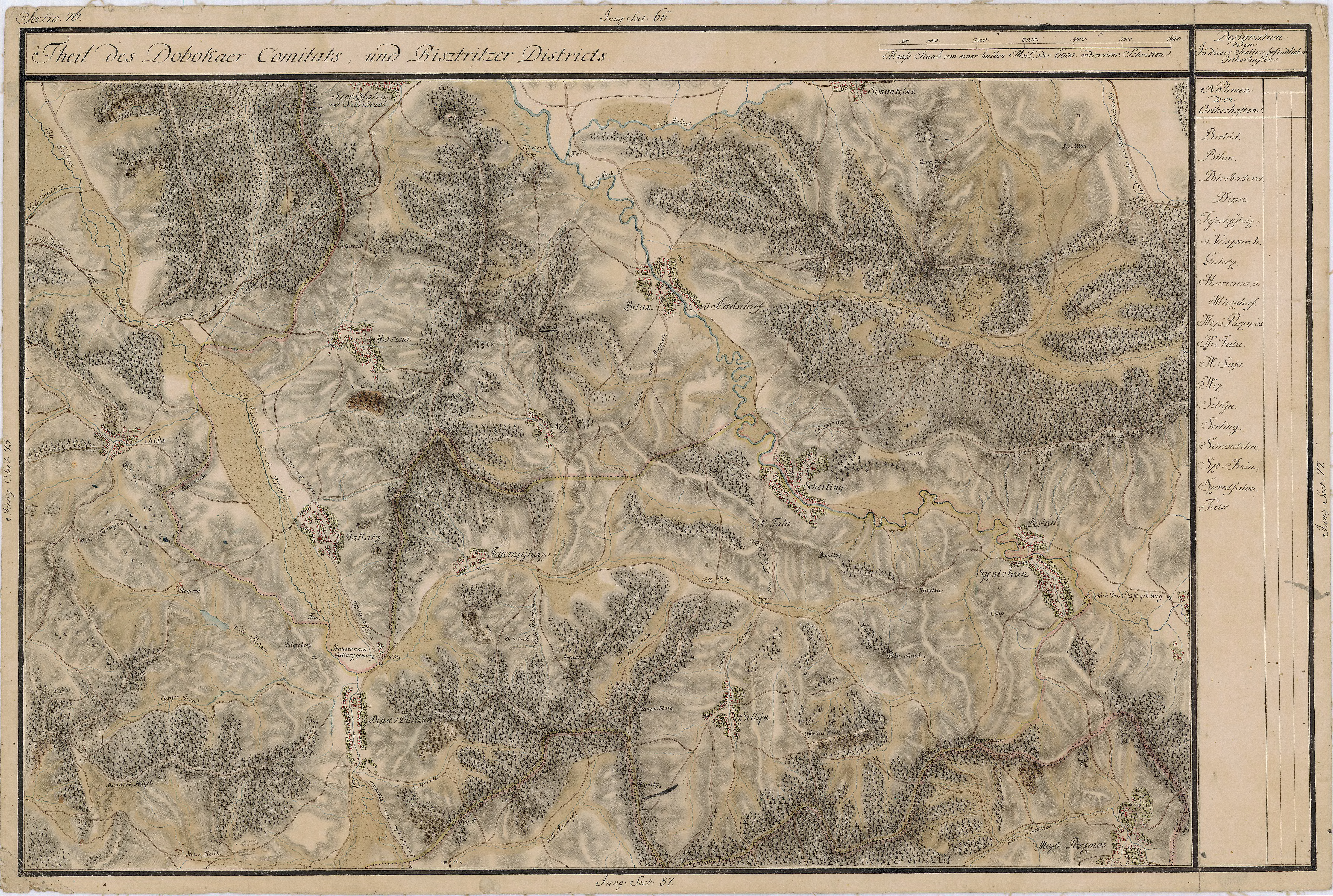
Sântioana pe Harta Iosefină a Transilvaniei, 1769-1773

## Vechea mănăstire
În 1765 mănăstirea poseda 7 stupi și o pădurice. În 1781 o parte din hotarul satului se numea „Pădurea mănăstirii".